# US Colomiers (Fußball)
Die Union Sportive de Colomiers Football oder kurz US Colomiers ist die Fußballabteilung eines Vereins aus der südwestfranzösischen Kleinstadt Colomiers im Département Haute-Garonne, der auch über erfolgreiche Rugby- und Basketballabteilungen verfügt.
Die Vereinsfarben sind Blau und Weiß. Die Ligamannschaft spielt im Stade Bertrand-Andrieux, das über eine Kapazität von 1.200 Plätzen verfügt, und wird aktuell von William Prunier trainiert. (Stand: 29. Mai 2013)

## Geschichte
Die Abteilung wurde 1932 gegründet; seit Mitte der 1980er Jahre spielte ihre Kampfmannschaft in der regional höchsten Amateurliga, der Division d’Honneur, ehe sie 2007 in die CFA 2 und nur ein Jahr darauf in die höchste landesweite Amateurspielklasse CFA aufstieg.
Die USC konnte sich in der Vergangenheit auch auf finanzielle Unterstützung durch die lokale Wirtschaft, so beispielsweise eines der Airbus-Werke, stützen, hat sich darüber hinaus aber insbesondere auf die Nachwuchsförderung kapriziert. Mit Dominique Arribagé ist aus dem Verein ein Spieler hervorgegangen, der es anschließend auf mehr als 470 Punktspiele im französischen Berufsfußballbetrieb gebracht hat.

## Ligazugehörigkeit
Profistatus hat Colomiers bisher nicht besessen und entsprechend auch der professionellen Division 1 beziehungsweise der Division 2 (seit 2002: Ligue 1/Ligue 2) noch nie angehört. Zur Saison 2013/14 hat die USC sich erstmals in ihrer Vereinsgeschichte für die dritte Liga qualifiziert, aus der sie nach zwei Jahren wieder abstieg.
Die landesweite Hauptrunde im Wettbewerb um die Coupe de France hat die US Colomiers bisher noch nie erreicht.

## Frauenfußball
Die Frauen der USC spielen 2021/22 in der vierten Liga (Régional 2), erreichten im Landespokal dieser Saison aber immerhin das Sechzehntelfinale. 2023/24 stiegen sie in die neu geschaffene Division 3 Féminine auf.